# Dársena del canal de Castilla de Valladolid
La dársena del canal de Castilla es una obra hidráulica histórica situada en la ciudad de Valladolid (España). Supone el extremo sur del denominado ramal del sur del canal de Castilla y fue lugar de carga y descarga de mercancías procedentes de Tierra de Campos o con destino a los puertos del norte. Tras la puesta en funcionamiento del canal de Castilla en la primera mitad del siglo XIX, por su ubicación estratégica y el significado de las mercancías transportadas, la dársena de Valladolid se convirtió en el primer foco industrializador de la historia moderna de la ciudad.

## Historia

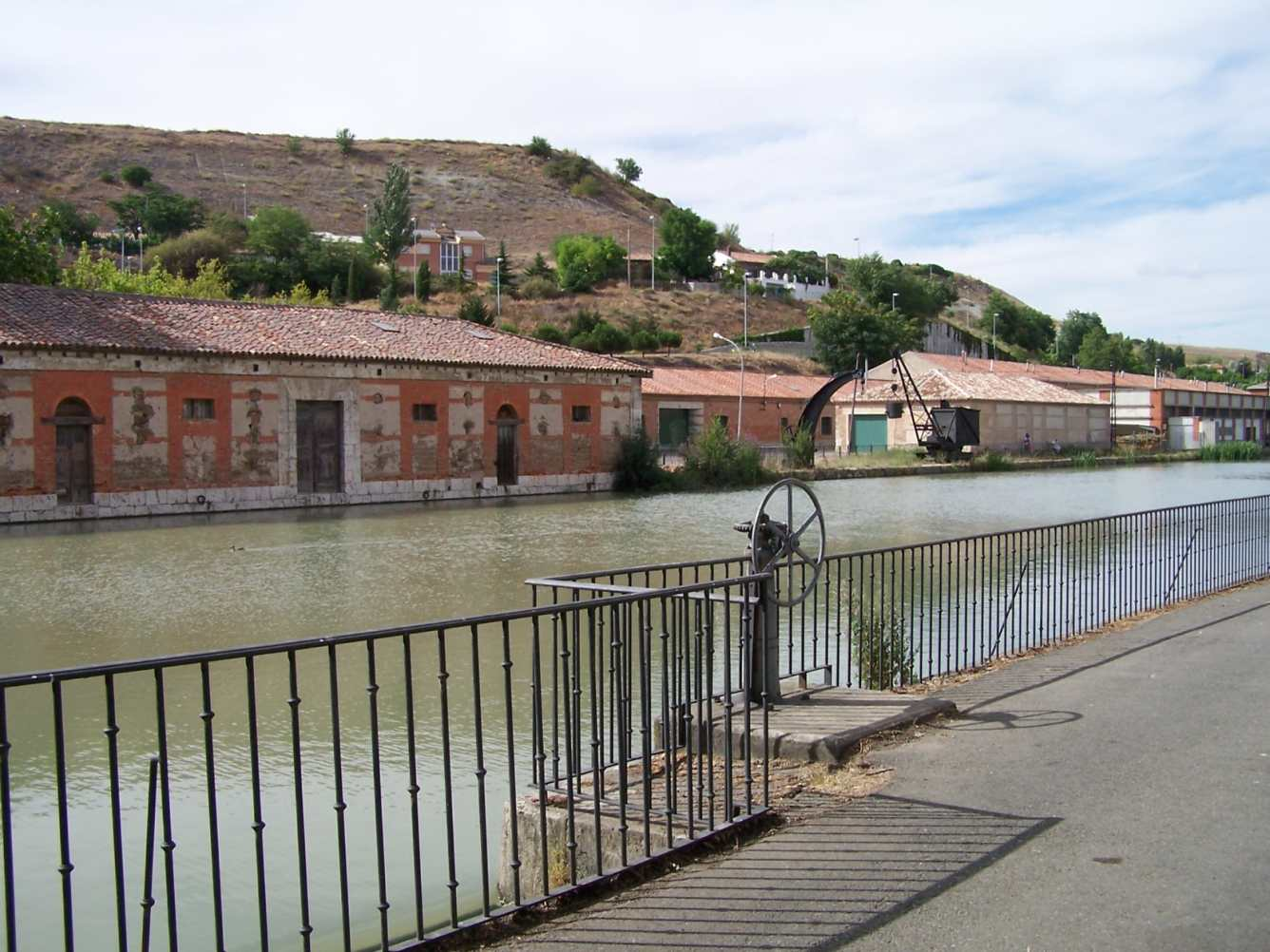
Canal de Castilla, dársena de Valladolid. La idea de este canal era servir como vía de comunicación y transporte que solucionase el problema de aislamiento que sufría la meseta castellana, debido al relieve complicado y una deficiente red viaria, que hacía casi imposible el transporte de los productos agrarios de la región. Es una de las infraestructuras de Valladolid.

La dársena del canal de Castilla de Valladolid se ubicó en el noroeste de la ciudad, entre la carretera de León y la cuesta de la Maruquesa. Los terrenos, que tuvieron que ser expropiados, eran propiedad del conde de Castrillo de Orgaz, del marqués de Villasante y del Cabildo Catedralicio de Valladolid. Las obras de excavación del ramal del sur llegaron a la ciudad en 1835 y los edificios anexos de la dársena (almacenes, establos e instalaciones auxiliares) se construyeron al año siguiente. Los primeros edificios industriales que se construyeron, ya en la década de 1840, fueron una fábrica de harinas (en el denominado derrame del canal, aprovechando el salto de agua al río Pisuerga), un molino harinero, y una fundición que surtía de piezas a las incipientes industrias que aparecían a lo largo del canal de Castilla,
Después de 1840 aumentó significativamente la actividad de la dársena del canal de Castilla, haciéndose necesario un ensanche de la misma. Fue derribado uno de los almacenes gemelos que flanqueaban los laterales de la dársena y se construyó un dique de carena para reparaciones de las embarcaciones, no proyectado originalmente. Cerca del dique se construyeron además otros almacenes, de carbón y de madera. En la orilla derecha se levantó una segunda fila de almacenes, propiedad de la Compañía del Canal de Castilla.
En 1846 la fábrica de harinas quedó destruida en un incendio accidental. Fue reconstruida en 1852, potenciando significativamente su capacidad de molienda. Incorporaba una turbina hidráulica de 50 CV que movía 10 piedras molturadoras. La fábrica harinera, bautizada como «La Palentina» por el empresario José Suárez Centí que la arrendaba, fue una de las industrias más importantes de todo el Canal de Castilla.
En 1853 se terminó de construir «La Industria Castellana», la que sería la primera fábrica textil moderna de hilados y tejidos de algodón de la historia de Valladolid y probablemente de la región. Para su suministro eléctrico aprovechaba tanto el salto de agua final del Canal de Castilla como la del río Pisuerga.
En el verano de 1856, los denominados motines del pan, sublevaciones populares que tuvieron lugar en varias ciudades castellanas debido a la carestía del pan, tuvieron un fuerte impacto en la mayoría de las fábricas ubicadas en la dársena en Valladolid. El 22 de junio de ese año, una muchedumbre que achacaba el incremento de los precios del pan a las prácticas comerciales de los empresarios y almacenistas harineros, incendió y destruyó el edificio de «La Palentina» además de otras dos fábricas harineras que se encontraban en avanzado estado de obras. También resultaron destruidos varios almacenes y el edificio de la fundición quedó dañado. Sofocada la sublevación, las labores de reconstrucción de los edificios industriales se ejecutaron con rapidez, pues el emplazamiento seguía ofreciendo importantes ventajas. Los nuevos edificios aumentaron en tamaño para satisfacer la demanda y se construyeron nuevos almacenes y un mercado.
La siderúrgica fue la industria que mayor crecimiento experimentó tras los acontecimientos de 1856. Aumentaron sus edificios tras la compra de terrenos anexos en donde se construyeron múltiples edificios industriales y almacenes, el número de empleados rondaba los dos centenares en 1861 y su producción anual se cifró en 1,5 millones de reales. A pesar de los planes por incrementar la producción de esta industria, la falta de entendimiento entre los socios comerciales y el abandono de uno de ellos condujo al declive de las instalaciones, relegándolas a un papel secundario en la década de 1880.
Hacia finales del siglo XIX al declive de la siderúrgica le acompañó la crisis de los otros sectores, especialmente el harinero, lo que condujo a la depresión de la dársena del canal de Castilla como emplazamiento industrial de Valladolid. La aparición del ferrocarril, que produjo una pérdida de competitividad del canal de Castilla en el transporte de mercancías, y el cada vez más cercano fin del periodo de concesión del canal a la Compañía del Canal, contribuyeron de igual modo al declive de las industrias asentadas a sus márgenes. Este periodo de crisis llevó parejo varios intentos de adaptación industrial, como la implementación de un novedoso sistema de molturación mediante pistones en «La Palentina» o el cambio radical en la orientación productiva en varias fábricas, pasando una harinera a ser una productora de papel y la textil ubicada al lado del río Pisuerga una pequeña central hidroeléctrica denominada «La Electricista Castellana». Sin embargo todos estos cambios no afectaron significativamente a la distribución y número de edificios en el entorno de la dársena.
En diciembre de 1919 se produjo el fin de la concesión de la explotación del canal de Castilla a la Compañía del Canal, pasando al Estado su gestión. Los edificios hasta entonces propiedad de la Compañía del Canal fueron vendidos a empresarios particulares. Este cambio reactivó ligeramente la actividad de navegación por el canal de Castilla, la cual se mantuvo varias décadas más activa. Durante este tiempo no hubo cambios significativos en los edificios del entorno de la dársena, aunque su uso se volvió más comercial.
En 1959 la navegación por el canal de Castilla quedó definitivamente clausurada. Esto conllevó el desmantelamiento de numerosos edificios vinculados al transporte de mercancías, incluyendo almacenes y establos. La mayor parte de las fábricas también fueron cerrando paulatinamente, ya sea por falta de actividad industrial o por la creciente presión urbana de la ciudad.

## Legado patrimonial
En 2011 la Confederación Hidrográfica del Duero comenzó el acondicionamiento de la dársena del Canal de Castilla. Está planeado el dragado de la dársena, la restauración del dique seco y la rehabilitación del edificio de la fragua; convirtiendo el entorno en un "gran espacio museístico" para uso turístico. Está planeada también la recuperación de otros edificios de valor patrimonial.

## Potencial turístico
En 2011 se proyectó la adquisición de dos barcazas turísticas que navegarían un pequeño tramo del canal de Castilla desde la dársena de Valladolid. El plan está acompañado de la rehabilitación de varios edificios que estarán destinados a un museo del agua y un centro de interpretación del canal.